# Albo d'oro del doppio misto dell'US Open
| Anno | Vincitori                                        | Finalisti                                        | Punteggio                                        |
| 1887 | L. Stokes Joseph Clark (1)                       | Laura Knight E. D. Faries                        | 7–5, 6–4                                         |
| 1888 | Marian Wright (1) Joseph Clark (2)               | Adeline Robinson P. Johnson                      | 1–6, 6–5, 6–4, 6–3                               |
| 1889 | Grace Roosevelt A. E. Wright                     | Bertha Townsend C. T. Lee                        | 6–1, 6–3, 3–6, 6–3                               |
| 1890 | Mabel Cahill (1) Rodmond Beach                   | Bertha Townsend C. T. Lee                        | 6–2, 3–6, 6–2                                    |
| 1891 | Mabel Cahill (2) M. R. Wright (2)                | Grace Roosevelt C. T. Lee                        | 6–4, 6–0, 7–5                                    |
| 1892 | Mabel Cahill (3) Clarence Hobart (1)             | Elisabeth Moore Rodmond Beach                    | 6–1, 6–3                                         |
| 1893 | Ellen Roosevelt Clarence Hobart (2)              | Ethel Bankston Robert Willson                    | 6–1, 4–6, 10–6                                   |
| 1894 | Juliette Atkinson (1) Edwin Fisher (1)           | A. McFadden Gustav Remark                        | 6–3, 6–2, 6–1                                    |
| 1895 | Juliette Atkinson (2) Edwin Fisher (2)           | Amy Williams Mantle Fieldings                    | 4–6, 8–6, 6–2                                    |
| 1896 | Juliette Atkinson (3) Edwin Fisher (3)           | Amy Williams Mantle Fieldings                    | 6–2, 6–3, 6–3                                    |
| 1897 | Laura Henson D. L. Magruder                      | Maud Banks R. A. Griffin                         | 6–4, 6–3, 7–5                                    |
| 1898 | Carrie Neely Edwin Fisher (4)                    | Helen Chapman J. A. Hill                         | 6–2, 6–4, 8–6                                    |
| 1899 | Elizabeth Rastall Albert Hoskins                 | Jane Craven James Gardner                        | 6–4, 6–0, abbandono                              |
| 1900 | Margaret Hunnewell Alfred Codman                 | T. Shaw George Atkinson                          | 11–9, 6–3, 6–1                                   |
| 1901 | Marion Jones Ray Little                          | Myrtle McAteer Clyde Stevens                     | 6–4, 6–4, 7–5                                    |
| 1902 | Elisabeth Moore (1) Wylie Grant (1)              | Elizabeth Rastall Albert Hoskins                 | 6–2, 6–1                                         |
| 1903 | Helen Chapman Harry Allen                        | Carrie Neeley W. H. Rowland                      | 6–4, 7–5                                         |
| 1904 | Elisabeth Moore (1) Wylie Grant (2)              | May Sutton F. B. Dallas                          | 6–2, 6–1                                         |
| 1905 | Augusta Schultz Hobart Clarence Hobart (3)       | Elisabeth Moore Edward Dewhurst                  | 6–2, 6–4                                         |
| 1906 | Sarah Coffin Edward Dewhurst                     | Margaret Johnson J. B. Johnson                   | 6–3, 7–5                                         |
| 1907 | May Sayres Wallace Johnson (1)                   | Natalie Widley Morris Tilden                     | 6–1, 7–5                                         |
| 1908 | Edith Rotch Nathaniel Niles                      | Louise Hammond Ray Little                        | 6–4, 4–6, 6–4                                    |
| 1909 | Hazel Hotchkiss (1) Wallace Johnson (2)          | Louise Hammond Ray Little                        | 6–2, 6–0                                         |
| 1910 | Hazel Hotchkiss (2) Joseph Carpenter, Jr.        | Edna Widley Morris Tilden                        | 6–2, 6–2                                         |
| 1911 | Hazel Hotchkiss (3) Wallace Johnson (3)          | Edna Widley Morris Tilden                        | 6–4, 6–4                                         |
| 1912 | Mary Browne (1) Richard Williams                 | Eleonora Sears William Clothier                  | 6–4, 2–6, 11–9                                   |
| 1913 | Mary Browne (2) Bill Tilden (1)                  | Dorothy Green S. Rogers                          | 7–5, 7–5                                         |
| 1914 | Mary Browne (3) Bill Tilden (2)                  | Margaret Myers J. R. Rowland                     | 6–1, 6–4                                         |
| 1915 | Hazel Wightman (1) Harry Johnson                 | Molla Bjurstedt Irving Wright                    | 6–0, 6–1                                         |
| 1916 | Eleonora Sears Willis Davis                      | Florence Ballin Bill Tilden                      | 6–4, 7–5                                         |
| 1917 | Molla Bjurstedt (1) Irving Wright (1)            | Florence Ballin Bill Tilden                      | 10–12, 6–1, 6–3                                  |
| 1918 | Hazel Wightman (2) Irving Wright (2)             | Molla Bjurstedt Fred Alexander                   | 6–2, 6–3                                         |
| 1919 | Marion Zinderstein Vincent Richards (1)          | Florence Ballin Bill Tilden                      | 2–6, 11–9, 6–2                                   |
| 1920 | Hazel Wightman (3) Wallace Johnson               | Molla Bjurstedt Mallory Craig Biddle             | 6–4, 6–3                                         |
| 1921 | Mary Browne (4) Bill Johnston                    | Molla Bjurstedt Mallory Bill Tilden              | 3–6, 6–4, 6–3                                    |
| 1922 | Molla Bjurstedt Mallory (2) Bill Tilden (3)      | Helen Wills Howard Kinsey                        | 6–4, 6–3                                         |
| 1923 | Molla Bjurstedt Mallory (3) Bill Tilden (4)      | Kitty McKane John Hawkes                         | 6–3, 2–6, 10–8                                   |
| 1924 | Helen Wills (1) Vincent Richards (2)             | Molla Bjurstedt Mallory Bill Tilden              | 6–8, 7–5, 6–0                                    |
| 1925 | Kitty McKane Jack Hawkes (1)                     | Ermintrude Harvey Vincent Richards               | 6–2, 6–4                                         |
| 1926 | Elizabeth Ryan (1) Jean Borotra                  | Hazel Wightman René Lacoste                      | 6–4, 7–5                                         |
| 1927 | Eileen Bennett Henri Cochet                      | Hazel Wightman René Lacoste                      | 6–2, 6–0, 6–3                                    |
| 1928 | Helen Wills (2) Jack Hawkes (2)                  | Edith Cross Edgar Moon                           | 6–1, 6–3                                         |
| 1929 | Betty Nuthall (1) George Lott                    | Phyllis Covell Bunny Austin                      | 6–3, 6–3                                         |
| 1930 | Edith Cross Wilmer Allison                       | Marjorie Morrill Frank Shields                   | 6–4, 6–4                                         |
| 1931 | Betty Nuthall (2) George Lott (1)                | Anna Harper Wilmer Allison                       | 6–3, 6–3                                         |
| 1932 | Sarah Palfrey (1) Fred Perry                     | Helen Jacobs Ellsworth Vines                     | 6–3, 7–5                                         |
| 1933 | Elizabeth Ryan (2) Ellsworth Vines               | Sarah Palfrey George Lott                        | 11–9, 6–1                                        |
| 1934 | Helen Hull Jacobs George Lott (2)                | Elizabeth Ryan Lester Stoefen                    | 4–6, 13–11, 6–2                                  |
| 1935 | Sarah Palfrey (2) Enrique Maier                  | Kay Stammers Roderich Menzel                     | 6–4, 4–6, 6–3                                    |
| 1936 | Alice Marble (1) Gene Mako                       | Sarah Palfrey Don Budge                          | 6–3, 6–2                                         |
| 1937 | Sarah Palfrey (3) Don Budge (1)                  | Sylvie Jung Henrotin Yvon Petra                  | 6–2, 8–10, 6–0                                   |
| 1938 | Alice Marble (2) Don Budge (2)                   | Thelma Coyne John Bromwich                       | 6–1, 6–2                                         |
| 1939 | Alice Marble (3) Harry Hopman                    | Sarah Palfrey Elwood Cooke                       | 9–7, 6–1                                         |
| 1940 | Alice Marble (4) Bobby Riggs                     | Dorothy Bundy Jack Kramer                        | 9–7, 6–1                                         |
| 1941 | Sarah Palfrey (4) Jack Kramer                    | Pauline Betz Bobby Riggs                         | 4–6, 6–4, 6–4                                    |
| 1942 | Louise Brough (1) Ted Schroeder                  | Patricia Todd Alejo Russell                      | 3–6, 6–1, 6–4                                    |
| 1943 | Margaret Osborne (1) Bill Talbert (1)            | Pauline Betz Pancho Segura                       | 10–6, 6–4                                        |
| 1944 | Margaret Osborne (2) Bill Talbert (2)            | Dorothy Bundy Donald McNeill                     | 6–2, 6–3                                         |
| 1945 | Margaret Osborne (3) Bill Talbert (3)            | Doris Hart Bob Falkenberg                        | 6–4, 6–4                                         |
| 1946 | Margaret Osborne (4) Bill Talbert (4)            | Louise Brough Robert Krimbell                    | 6–3, 6–4                                         |
| 1947 | Louise Brough (2) John Bromwich                  | Gussie Moran Pancho Segura                       | 6–3, 6–1                                         |
| 1948 | Louise Brough (3) Tom Brown                      | Margaret Osborne duPont Bill Talbert             | 6–4, 6–4                                         |
| 1949 | Louise Brough (4) Eric Sturgess                  | Margaret Osborne duPont Bill Talbert             | 4–6, 6–3, 7–5                                    |
| 1950 | Margaret Osborne duPont (5) Ken McGregor         | Doris Hart Frank Sedgman                         | 6–4, 3–6, 6–3                                    |
| 1951 | Doris Hart (1) Frank Sedgman (1)                 | Shirley Fry Mervyn Rose                          | 6–3, 6–2                                         |
| 1952 | Doris Hart (2) Frank Sedgman (2)                 | Thelma Long Lew Hoad                             | 6–3, 7–5                                         |
| 1953 | Doris Hart (3) Vic Seixas (1)                    | Julia Sampson Rex Hartwig                        | 6–2, 4–6, 6–4                                    |
| 1954 | Doris Hart (4) Vic Seixas (2)                    | Margaret Osborne duPont Ken Rosewall             | 4–6, 6–1, 6–1                                    |
| 1955 | Doris Hart (5) Vic Seixas (3)                    | Shirley Fry Lew Hoad                             | 9–7, 6–1                                         |
| 1956 | Margaret Osborne duPont (6) Ken Rosewall         | Darlene Hard Lew Hoad                            | 9–7, 6–1                                         |
| 1957 | Althea Gibson Kurt Nielsen                       | Darlene Hard Lew Hoad                            | 6–3, 9–7                                         |
| 1958 | Margaret Osborne duPont (7) Neale Fraser (1)     | Maria Bueno Alex Olmedo                          | 6–3, 3–6, 9–7                                    |
| 1959 | Margaret Osborne duPont (8) Neale Fraser (2)     | Janet Hopps Bob Mark                             | 7–5, 13–15, 6–2                                  |
| 1960 | Margaret Osborne duPont (9) Neale Fraser (3)     | Maria Bueno Antonio Palafox                      | 6–3, 6–2                                         |
| 1960 | Margaret Smith (1) Bob Mark                      | Darlene Hard Dennis Ralston                      | 6–3, 6–2                                         |
| 1962 | Margaret Smith (2) Fred Stolle (1)               | Lesley Turner Frank Froehling                    | 7–5, 6–2                                         |
| 1963 | Margaret Smith (3) Ken Fletcher                  | Judy Tegart Ed Rubinoff                          | 3–6, 8–6, 6–2                                    |
| 1964 | Margaret Smith (4) John Newcombe                 | Judy Tegart Ed Rubinoff                          | 10–6, 4–6, 6–3                                   |
| 1965 | Margaret Smith (5) Fred Stolle (2)               | Judy Tegart Frank Froehling                      | 6–2, 6–2                                         |
| 1966 | Donna Floyd Fales Owen Davidson (1)              | Carol Aucamp Ed Rubinoff                         | 6–1, 6–3                                         |
| 1967 | Billie Jean King (1) Owen Davidson (2)           | Rosie Casals Stan Smith                          | 6–3, 6–2                                         |
| 1968 | Mary Ann Eisel Peter Curtis                      | Tory Fretz Gerry Perry                           | 6–4, 7–5                                         |
| 1969 | Margaret Smith Court (6) Marty Riessen (1)       | Françoise Dürr Dennis Ralston                    | 7–5, 6–3                                         |
| 1970 | Margaret Smith Court (7) Marty Riessen (2)       | Judy Tegart Frew McMillan                        | 6–4, 6–4                                         |
| 1971 | Billie Jean King (2) Owen Davidson (3)           | Betty Stöve Robert Maud                          | 6–3, 7–5                                         |
| 1972 | Margaret Smith Court (8) Marty Riessen (3)       | Rosie Casals Ilie Năstase                        | 6–3, 7–5                                         |
| 1973 | Billie Jean King (3) Owen Davidson (4)           | Margaret Smith Court Marty Riessen               | 6–3, 3–6, 7–6                                    |
| 1974 | Pam Teeguarden Geoff Masters                     | Chris Evert Jimmy Connors                        | 6–1, 7–6                                         |
| 1975 | Rosie Casals Dick Stockton                       | Billie Jean King Fred Stolle                     | 6–3, 7–6                                         |
| 1976 | Billie Jean King (4) Phil Dent                   | Betty Stöve Frew McMillan                        | 3–6, 6–2, 7–5                                    |
| 1977 | Betty Stöve (1) Frew McMillan (1)                | Billie Jean King Vitas Gerulaitis                | 6–2, 3–6, 6–3                                    |
| 1978 | Betty Stöve (2) Frew McMillan (2)                | Billie Jean King Ray Ruffels                     | 6–3, 7–6                                         |
| 1979 | Greer Stevens Bob Hewitt                         | Betty Stöve Frew McMillan                        | 6–3, 7–5                                         |
| 1980 | Wendy Turnbull Marty Riessen (4)                 | Betty Stöve Frew McMillan                        | 7–5, 6–2                                         |
| 1981 | Anne Smith (1) Kevin Curren (1)                  | Joanne Russell-Longdon Steve Denton              | 6–4, 7–6(4)                                      |
| 1982 | Anne Smith (2) Kevin Curren (2)                  | Barbara Potter Ferdi Taygan                      | 6–7, 7–6(4), 7–6(5)                              |
| 1983 | Elizabeth Sayers John Fitzgerald                 | Barbara Potter Ferdi Taygan                      | 3–6, 6–3, 6–4                                    |
| 1984 | Manuela Maleeva Tom Gullikson                    | Elizabeth Sayers John Fitzgerald                 | 2–6, 7–5, 6–4                                    |
| 1985 | Martina Navrátilová (1) Heinz Günthardt          | Elizabeth Smylie John Fitzgerald                 | 6–3, 6–4                                         |
| 1986 | Raffaella Reggi Sergio Casal                     | Martina Navrátilová Peter Fleming                | 6–4, 6–4                                         |
| 1987 | Martina Navrátilová (2) Emilio Sánchez           | Betsy Nagelsen Paul Annacone                     | 6–4, 6(6)–7, 7–6(12)                             |
| 1988 | Jana Novotná Jim Pugh                            | Elizabeth Smylie Patrick McEnroe                 | 7–5, 6–3                                         |
| 1989 | Robin White Shelby Cannon                        | Meredith McGrath Rick Leach                      | 3–6, 6–2, 7–5                                    |
| 1990 | Elizabeth Smylie Todd Woodbridge (1)             | Nataša Zvereva Jim Pugh                          | 6–4, 6–2                                         |
| 1991 | Manon Bollegraf (1) Tom Nijssen                  | Arantxa Sánchez Vicario Emilio Sánchez           | 6–2, 7–6(2)                                      |
| 1992 | Nicole Bradtke Mark Woodforde                    | Helena Suková Tom Nijssen                        | 4–6, 6–3, 6–3                                    |
| 1993 | Helena Suková Todd Woodbridge (2)                | Martina Navrátilová Mark Woodforde               | 6–3, 7–6(6)                                      |
| 1994 | Elna Reinach Patrick Galbraith (1)               | Jana Novotná Todd Woodbridge                     | 6–2, 6–4                                         |
| 1995 | Meredith McGrath Matt Lucena                     | Gigi Fernández Cyril Suk                         | 6–4, 6–4                                         |
| 1996 | Lisa Raymond (1) Patrick Galbraith (2)           | Manon Bollegraf Rick Leach                       | 7–6(6), 7–6(4)                                   |
| 1997 | Manon Bollegraf (2) Rick Leach                   | Mercedes Paz Pablo Albano                        | 3–6, 7–5, 7–6(3)                                 |
| 1998 | Serena Williams Maks Mirny (1)                   | Lisa Raymond Patrick Galbraith                   | 6–2, 6–2                                         |
| 1999 | Ai Sugiyama Mahesh Bhupathi (1)                  | Kimberly Po Donald Johnson                       | 6–4, 6–4                                         |
| 2000 | Arantxa Sánchez Vicario Jared Palmer             | Anna Kurnikova Maks Mirny                        | 6–4, 6–3                                         |
| 2001 | Rennae Stubbs Todd Woodbridge (3)                | Lisa Raymond Leander Paes                        | 6–4, 5–7, [11–9]                                 |
| 2002 | Lisa Raymond (2) Mike Bryan                      | Katarina Srebotnik Bob Bryan                     | 7–6(9), 7–6(1)                                   |
| 2003 | Katarina Srebotnik Bob Bryan (1)                 | Lina Krasnoruckaja Daniel Nestor                 | 5–7, 7–5, 7–6(5)                                 |
| 2004 | Vera Zvonarëva Bob Bryan (2)                     | Alicia Molik Todd Woodbridge                     | 6–3, 6–4                                         |
| 2005 | Daniela Hantuchová Mahesh Bhupathi (2)           | Katarina Srebotnik Nenad Zimonjić                | 6–4, 6–2                                         |
| 2006 | Martina Navrátilová (3) Bob Bryan (3)            | Květa Peschke Martin Damm                        | 6–2, 6–3                                         |
| 2007 | Viktoryja Azaranka Maks Mirny (2)                | Meghann Shaughnessy Leander Paes                 | 6–4, 7–6(6)                                      |
| 2008 | Cara Black Leander Paes (1)                      | Liezel Huber Jamie Murray                        | 7–6(6), 6–4                                      |
| 2009 | Carly Gullickson Travis Parrott                  | Cara Black Leander Paes                          | 6–2, 6–4                                         |
| 2010 | Liezel Huber Bob Bryan (4)                       | Květa Peschke Aisam-ul-Haq Qureshi               | 6–4, 6–4                                         |
| 2011 | Melanie Oudin Jack Sock                          | Gisela Dulko Eduardo Schwank                     | 7–6(4), 4–6, [10–8]                              |
| 2012 | Ekaterina Makarova Bruno Soares (1)              | Květa Peschke Marcin Matkowski                   | 6(8)–7, 6–1, [12–10]                             |
| 2013 | Andrea Hlaváčková Maks Mirny (3)                 | Abigail Spears Santiago González                 | 7–6(5), 6–3                                      |
| 2014 | Sania Mirza Bruno Soares (2)                     | Abigail Spears Santiago González                 | 6–1, 2–6, [11–9]                                 |
| 2015 | Martina Hingis (1) Leander Paes (2)              | Bethanie Mattek-Sands Sam Querrey                | 6–4, 3–6, [10–7]                                 |
| 2016 | Laura Siegemund Mate Pavić                       | Coco Vandeweghe Rajeev Ram                       | 6–4, 6–4                                         |
| 2017 | Martina Hingis (2) Jamie Murray (1)              | Chan Hao-ching Michael Venus                     | 6–1, 4–6, [10–8]                                 |
| 2018 | Bethanie Mattek-Sands (1) Jamie Murray (2)       | Alicja Rosolska Nikola Mektić                    | 2–6, 6–3, [11–9]                                 |
| 2019 | Bethanie Mattek-Sands (2) Jamie Murray (3)       | Chan Hao-ching Michael Venus                     | 6–2, 6–3                                         |
| 2020 | Non disputato a causa della pandemia da COVID-19 | Non disputato a causa della pandemia da COVID-19 | Non disputato a causa della pandemia da COVID-19 |
| 2021 | Desirae Krawczyk Joe Salisbury                   | Giuliana Olmos Marcelo Arévalo                   | 7–5, 6–2, [11–9]                                 |
| 2022 | Storm Sanders John Peers                         | Kirsten Flipkens Édouard Roger-Vasselin          | 4–6, 6–4, [10–7]                                 |
| 2023 | Anna Danilina Harri Heliövaara                   | Jessica Pegula Austin Krajicek                   | 6–3, 6–4                                         |
| 2024 | Sara Errani Andrea Vavassori                     | Taylor Townsend Donald Young                     | 7–6(0), 7–5                                      |